# Europese douane-unie

Kaart van de EUCU (per 1 januari 2021). Donkerblauw betreft landen die zowel tot de Europese Unie als de Europese douane-unie behoren, lichtblauw betreft landen die enkel deel uitmaken van de douane-unie, dan wel douanebetrekkingen hebben met de EU

De EU-douane-unie of Europese douane-unie (Engels: European Union Customs Union, afgekort als EUCU) werd opgericht in 1968, destijds als onderdeel van de Europese Economische Gemeenschap (EEG). De belangrijkste doelen van deze unie zijn het vergemakkelijken van het zakendoen voor Europese bedrijven, het heffen van douanerechten op goederen geïmporteerd van buiten de EU en het beschermen van de burgers, dieren en het milieu binnen de EU.
Binnen de EUCU gelden geen douanerechten. Ook worden er overal binnen de EUCU dezelfde invoerrechten geheven op producten die worden geïmporteerd van buiten de douane-unie. 
De EU-douane-unie bestaat uit alle EU-lidstaten en Monaco. Verder zijn er douanebetrekkingen met Andorra, San Marino en Turkije. Het Verenigd Koninkrijk (inclusief de overzeese gebieden Akrotiri en Dhekelia, het eiland Man en de Kanaaleilanden Guernsey en Jersey), dat sinds 1 februari 2020 geen deel meer uitmaakt van de EU viel op 31 december 2020 ook uit de douane-unie. 

## Douanegebied van de (Europese) Unie
Het Douanegebied van de (Europese) Unie omvat volgens artikel 4 van de Verordening (EU) Nr. 952/2013 van het Europees Parlement en van de Raad van 9 oktober 2013 tot vaststelling van het douanewetboek van de Unie de volgende grondgebieden, daaronder begrepen de territoriale wateren, de binnenwateren en het luchtruim:
- het grondgebied van het Koninkrijk België
- het grondgebied van de Republiek Bulgarije
- het grondgebied van het Koninkrijk Denemarken (met uitzondering van de Faeröer en Groenland)
- het grondgebied van de Bondsrepubliek Duitsland (met uitzondering van het eiland Helgoland en het grondgebied van Büsingen)
- het grondgebied van het Koninkrijk Spanje (met uitzondering van Ceuta, Melilla en de Canarische Eilanden)
- het grondgebied van de Franse Republiek (met uitzondering van de overzeese gebieden Saint-Pierre en Miquelon en Mayotte)
- het grondgebied van de Helleense Republiek (Griekenland)
- het grondgebied van Ierland
- het grondgebied van de Italiaanse Republiek (met uitzondering van de gemeenten Livigno en Campione d'Italia, alsmede van de nationale wateren van het Meer van Lugano vanaf de oever tot aan de politieke grens van de zone tussen Ponte Tresa en Porto Ceresio)
- het grondgebied van de Republiek Kroatië
- het grondgebied van het Groothertogdom Luxemburg
- het grondgebied van het Koninkrijk der Nederlanden in Europa
- het grondgebied van de Republiek Oostenrijk
- het grondgebied van de Portugese Republiek
- het grondgebied van de Republiek Finland
- het grondgebied van het Koninkrijk Zweden
- het grondgebied van de Tsjechische Republiek
- het grondgebied van de Republiek Estland
- het grondgebied van de Republiek Cyprus
- het grondgebied van de Republiek Letland
- het grondgebied van de Republiek Litouwen
- het grondgebied van de Republiek Hongarije
- het grondgebied van de Republiek Malta
- het grondgebied van de Republiek Polen
- het grondgebied van de Republiek Slovenië
- het grondgebied van de Slowaakse Republiek
- het grondgebied van Roemenië

### Evolutie
Het grondgebied van het Verenigd Koninkrijk van Groot-Brittannië en Noord-Ierland (waaronder begrepen de Kanaaleilanden en het eiland Man) behoorde van de toetreding van het Verenigd Koninkrijk tot de Europese Unie tot 31 december 2020, een jaar na het vertrek van het land uit de Unie tot het douanegebied.

## Wetgeving
De rechtsgrond voor de EUCU wordt gevormd door artikel 28 van het Verdrag betreffende de werking van de Europese Unie.

### Verordeningen
Van 1 januari 1994, en tot 30 april 2016, gold Verordening (EEG) nr. 2913/92 van de Raad van 12 oktober 1992 tot vaststelling van het communautair douanewetboek.
Deze verordening werd vanaf 30 oktober 2013 (of 1 juni 2016, voor bepaalde artikels) vervangen door Verordening (EU) Nr. 952/2013 van 9 oktober 2013 tot vaststelling van het douanewetboek van de Unie, gewijzigd door Verordening 2016/2339 van 14 december 2016, Verordening 2019/474 van 19 maart 2019, en Verordening 2019/632 van 17 april 2019.